# Kalinovac
Kalinovac (maďarsky Kalinóc) je vesnice a správní středisko stejnojmenné opčiny v Chorvatsku v Koprivnicko-križevecké župě. Nachází se asi 3 km jihovýchodně od Đurđevace a asi 30 km jihovýchodně od Koprivnice. V roce 2011 žilo v Kalinovaci 1 463 obyvatel, v celé opčině pak 1 597 obyvatel
Součástí opčiny jsou celkem tři trvale obydlené vesnice.
- Batinske – 98 obyvatel
- Kalinovac – 1 463 obyvatel
- Molvice – 36 obyvatel

Kalinovacem prochází župní silnice Ž2214. Protéká jím potok Čivićevac.